# Hanna Risku

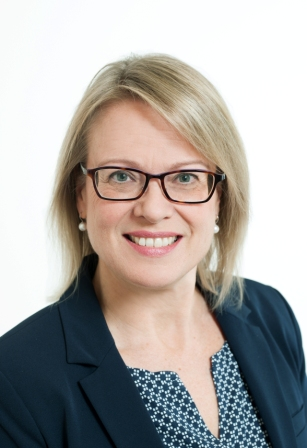
Hanna Risku (2017)

Hanna Risku (* 27. April 1967 in Mikkeli) ist eine in Finnland geborene und in Österreich tätige Professorin für Übersetzungswissenschaft am Zentrum für Translationswissenschaft der Universität Wien.

## Leben
Hanna Risku absolvierte 1986 ihr Abitur am Gymnasium in Mikkeli. Sie studierte Übersetzen und Dolmetschen: Deutsch und Englisch am Institut für Translationswissenschaft der Universität Tampere, wobei sie bereits mehrfach an der Universität Wien aktiv war. Im Jahr 1996 schloss sie ihre Dissertation an der Universität Wien ab und habilitierte 2003 für das Fach „Translationswissenschaft“ an der Geistes- und Kulturwissenschaftlichen Fakultät dieser Universität.
Neben ihrer Muttersprache Finnisch sind Deutsch und Englisch ihre Arbeitssprachen, weiters verfügt sie über gute Kenntnisse des Schwedischen und kann Grundkenntnisse in Französisch und Estnisch vorweisen.

## Tätigkeiten
Hanna Risku arbeitete in ihrer Studienzeit als Vertretungslehrerin an verschiedenen Schulen in Mikkeli und begann während ihres Studiums in Österreich ihre Tätigkeit als Freie Mitarbeiterin am Institut für Verkehrstechnik und Unfallstatistik am Kuratorium für Verkehrssicherheit in Wien, für welches sie auch als Übersetzerin gearbeitet hat.
Sie war zwischen 1996 und 2000 als Lehrbeauftragte am Institut für Wissenschaftstheorie und Wissenschaftsforschung an der Universität Wien und zwischen 1996 und 1999 Lektorin an der schwedischen Universität Skövde bei der Cognitive Science Research Group, dem Department for Languages und Department of Computer Science angestellt.
Des Weiteren arbeitete sie von 2001 bis 2005 als Freelance-Übersetzerin für den Presse- und Informationsdienst der Stadt Wien.
Als Gastdozentin hielt sie an Hochschulen wie der Universität Granada, der Universität Skövde, der Donau-Universität Krems oder der Universität Germersheim wissenschaftliche Vorträge. Zudem leitete sie Workshops in den Themenbereichen Kognition, Translation oder auch Technische Kommunikation, wie zum Beispiel für das European Colloquium for User-Friendly Product Information innerhalb des TCeurope in den Jahren 2003 bis 2010.
Weitere wissenschaftliche Tätigkeiten umfassten die Gutachtertätigkeit für Sonderausgaben der Zeitschrift Foundations of Science (FOS) sowie für die Besetzung von Professuren im Bereich Deutsche Sprache und Translationswissenschaft, die Jury-Mitgliedschaft für diverse Ausschreibungen und Beiträge zu wissenschaftlichen Begutachtungsverfahren für verschiedene Fachzeitschriften und Verlage. In den Jahren 2012–2018 war sie Mitglied des Herausgebergremiums der Fachzeitschrift Fachsprache: International Journal of Specialized Communication und übt eine beratende Tätigkeit für die Zeitschrift Parallèles der Fakultät für Übersetzen und Dolmetschen der Universität Genf aus. Außerdem ist sie Mitglied des wissenschaftlichen Beirats von ARTIS (Advancing Research in Translation and Interpreting Studies).
Des Weiteren war sie Leiterin des Ressorts Internationales der Gesellschaft für Technische Kommunikation (tekom) und Präsidentin des Europäischen Dachverbands für Technische Kommunikation (TCeurope).
Nach einer langjährigen Anstellung an der Donau-Universität Krems und einer Gastprofessur an der dänischen Universität Aarhus wechselte sie 2010 an die Universität Graz. Sie wurde dort 2011 Professorin für Translationswissenschaft und war bis 2017 tätig. Sie leitete das Institut für theoretische und angewandte Translationswissenschaft und ihre Lehrveranstaltungen umfassten Vorlesungen zur Translationswissenschaft, Orientierungslehrveranstaltungen, Bachelorseminare, Seminare zur Vorbereitung von Masterarbeiten, Seminare für DissertantInnen und DiplomandInnen, übersetzungswissenschaftliche Seminare und ein Doktoratskolloquium.
Mittlerweile ist sie seit September 2017 an der Universität Wien als Professorin für Übersetzungswissenschaft tätig.

## Forschungsschwerpunkte
Zu ihren Forschungsschwerpunkten zählen Kognitionswissenschaftliche Aspekte des Übersetzens, Ethnographie und Workplace Research des Übersetzens, Übersetzungsrelevante Netzwerke, Übersetzen als Computer-Supported Cooperative Work, Translationsmanagement, Usability, Wissensmanagement und Translation.

## Forschungsprojekte
Seit 1995 hatte Risku an 19 Forschungsprojekten teilgenommen, die in den Bereichen Kognition, Übersetzung, Übersetzerische Kompetenz, Technische Dokumentation, Informationsmanagement und Projektmanagement beim Übersetzungsprozess durchgeführt wurden. Darunter fiel auch das Projekt „ViADUKT – Verständliches Informationsdesign für Unternehmenskommunikationstechnologie“, dessen Leitung das Zentrum für Kognition, Information und Management der Donau-Universität Krems innehatte und das über drei Jahre lief. Hierin beschäftigte man sich mit der Gestaltung von Unternehmenskommunikation, wobei besonderer Wert auf ein verbessertes Funktionieren von Intranets gelegt wurde. Dabei wurde die Wirkung eines narrativen Informationssystems aus unterschiedlichen Blickwinkeln heraus untersucht, mit dem Ziel eine Verbesserung des Informationsflusses innerhalb von Unternehmen darzulegen.
Zum anderen das Projekt „Translationsmanagement: eine Follow-up-Studie“, welches eine Untersuchung zu den Rollen, Kompetenzen und der Arbeitskoordination von Translationsmanagern darstellt und Veränderungen der Arbeitsweise von diesen im Übersetzungsbüro betrachteten.
Für Jahren 2014 bis 2017 hat sie eine Förderung vom Fonds zur Förderung der wissenschaftlichen Forschung (FWF) für das Projekt Extended translation: Soziokognitive Translationsprozesse am Arbeitsplatz erhalten.

## Publikationen (Auswahl)
- Translatorische Kompetenz. Kognitive Grundlagen des Übersetzens als Expertentätigkeit. Stauffenburg, Tübingen, 1998.
- Interkulturelle Fachkommunikation als kooperative Textgestaltung. Habilitationsschrift. Geistes- und Kulturwissenschaftliche Fakultät, Universität Wien, 2002.
- Translationsmanagement. Interkulturelle Fachkommunikation im Informationszeitalter (= Translationswissenschaft 1). Narr, Tübingen, 20163.[10]

Neben den Monographien hat Risku zahlreiche wissenschaftliche Artikel für Zeitschriften und Sammelbände sowie Rezensionen verfasst. Hinzu kommt die Herausgeberschaft der folgenden Werke:
- Risku, Hanna/Rogl, Regina/Milosevic, Jelena (eds.) 2017: Translation Practice in the Field: Current Research on Socio-Cognitive Processes. Special Issue of Translation Spaces 6, 1.
- Engberg, Jan; Janich Nina & Risku, Hanna (Mitherausgeberin seit 2012): Fachsprache – International Journal of Specialized Communication. Wien: Facultas.wuv Universitätsverlag.
- Risku, Hanna; Schäffner, Christina & Schopp, Jürgen (2012): Special issue of mTm to commemorate Hans J. Vermeer. mTm – A Translation Journal. Athens: Diavlos. http://www.mtmjournal.gr/datafiles/files/MTM_4.pdf
- Risku, Hanna & Peschl, Markus F. (Hg.) (2010): Kognition und Technologie im kooperativen Lernen: Vom Wissenstransfer zur Knowledge Creation. Göttingen: Vienna University Press / V&R Unipress.
- timnews. Fachzeitschrift der Departments aus den Bereichen Technologie, Information und Medien der Donau-Universität Krems, 2004–2009 (9.–14. Jahrgang).